# 豊里村 (福島県)
豊里村（とよさとむら）は福島県東白川郡にかつて存在した村である。

## 地理
現在の矢祭町の南部に位置する。
村域は阿武隈高地に位置し、山がちな地形である。
村は久慈川の東岸に位置する。

## 歴史

### 村域の変遷
- 1889年（明治22年）4月1日 - 町村制施行により、大垬村・上関河内村・下関河内村・小田川村・宝坂村・東舘村・金沢村・山下村・高野村が合併し東白川郡豊里村が発足。
- 1955年（昭和30年）3月31日 - 豊里村は高城村の一部（茗荷・内川・関岡）と合併し矢祭村が発足。豊里村は消滅。

変遷表
| 1868年 以前 | 1868年 以前 | 明治22年 4月1日 | 昭和30年 3月31日 | 昭和38年 1月1日 | 現在   |
| ----------- | ----------- | --------------- | ---------------- | --------------- | ------ |
|             | 大垬村      | 豊里村          | 矢祭村           | 町制            | 矢祭町 |
|             | 上関河内村  | 豊里村          | 矢祭村           | 町制            | 矢祭町 |
|             | 下関河内村  | 豊里村          | 矢祭村           | 町制            | 矢祭町 |
|             | 小田川村    | 豊里村          | 矢祭村           | 町制            | 矢祭町 |
|             | 宝坂村      | 豊里村          | 矢祭村           | 町制            | 矢祭町 |
|             | 東舘村      | 豊里村          | 矢祭村           | 町制            | 矢祭町 |
|             | 金沢村      | 豊里村          | 矢祭村           | 町制            | 矢祭町 |
|             | 山下村      | 豊里村          | 矢祭村           | 町制            | 矢祭町 |
|             | 高野村      | 豊里村          | 矢祭村           | 町制            | 矢祭町 |

## 大字
- 大垬（おおぬかり）
- 上関河内（かみせきごうど）
- 下関河内（しもせきごうど）
- 小田川（おだがわ）
- 宝坂（ほうざか）
- 東舘（ひがしたて）
- 金沢（かねざわ）
- 山下（やました）
- 高野（こうや）

## 人口・世帯

### 人口
総数 [単位： 人]
| 1889年（明治22年） | 2,817 |
| 1920年（大正 9年） | 3,870 |
| 1935年（昭和10年） | 4,614 |
| 1947年（昭和22年） | 5,876 |

### 世帯
総数 [単位： 世帯]
| 1920年（大正 9年） | 748   |
| 1935年（昭和10年） | 814   |
| 1947年（昭和22年） | 1,010 |

## 交通（廃止直前）

### 鉄道
- 日本国有鉄道（ → 東日本旅客鉄道）
  - ■水郡線
    - 東館駅

### 道路
- 二級国道
  - 国道118号